# Piper tjambai
Piper tjambai är en pepparväxtart som beskrevs av C. Dc.. Piper tjambai ingår i släktet Piper och familjen pepparväxter. Inga underarter finns listade i Catalogue of Life.